# Berndt Keller
Berndt Keller (* 15. November 1946 in Großbardau) ist ein deutscher Soziologe und Verwaltungswissenschaftler sowie emeritierter Professor für Arbeits- und Sozialpolitik an der Universität Konstanz.

## Leben
Berndt Keller wurde in Großbardau, heute Gemeinde Grimma, Bezirk Leipzig geboren. Er besuchte von 1953 bis 1957 die Volksschule und von 1957 bis 1966 das Lessing-Gymnasium in Bochum (Abitur 1966). Von 1966 bis 1967 leistete er einen verkürzten Grundwehrdienst. 1967 bis 1971 studierte er Sozialwissenschaft an der Ruhr-Universität Bochum (Dipl. rer. soc.) 1973 promovierte er an der Ruhr-Universität Bochum (Dr. rer. soc.) .
Von 1971 bis 1973 war Keller Wissenschaftlicher Assistent (mit der Verwaltung beauftragt), von 1973 bis 1975  Wissenschaftlicher Assistent im Fach Soziologie an der Universität Essen. 1975 wurde er zum Akademischen Rat im Fach Empirische Sozialforschung an der Universität Essen ernannt. Von 1975 bis 1977 absolvierte er als Stipendiat der Deutschen Forschungsgemeinschaft einen Forschungs- und Studienaufenthalt an der University of California in Berkeley/USA. Von 1979 bis 1981 war er nochmals Stipendiat der Deutschen Forschungsgemeinschaft. 1981 habilitierte er sich im Fach Soziologie an der Universität Essen.
Von 1984 bis 1986 nahm Keller die Vertretungsprofessur für Arbeits- und Sozialpolitik an der Universität Konstanz wahr. 1986 bis 1987 vertrat er die Professur für Empirische Sozialforschung an der Universität Essen. 1987 erfolgte die Ernennung zum Professor für Arbeits- und Sozialpolitik an der Universität Konstanz. 1990 bis 1991 erhielt Keller ein Stipendium der Gottlieb Daimler- und Karl Benz-Stiftung und forschte an der University of California, Berkeley/USA. 1994 war er Leverhulme Visiting Professor an der University of Warwick/UK. Es folgten Forschungssemester  2003/2004 an der University of California, Berkeley/USA sowie 2005/06 am Wirtschafts- und Sozialwissenschaftlichen Institut/Düsseldorf. Keller wurde 2009 emeritiert.
2011 und 2014 war er Visiting Professor an der Cornell University. N.Y./USA, wo er „International and Comparative Industrial Relations“ lehrte.
Berndt Keller war unter anderem Vorsitzender der International Industrial Relations Association, Sektion in der Bundesrepublik Deutschland. Er war Mitglied des Beirats bzw. Mitherausgeber der Fachzeitschriften Industrielle Beziehungen – Zeitschrift für Arbeit, Organisation und Management, British Journal of Industrial Relations An International Journal of Employment Relations, European Journal of Industrial Relations, International Journal of Public Policy, Journal of Industrial Relations, sowie der Schriftenreihen Modernisierung des öffentlichen Sektors und Schriften zur europäischen Arbeits- und Sozialpolitik.
Zu den von Berndt Keller angebotenen Lehrveranstaltungen zählten unter anderem Veranstaltungen zum Thema „Atypische Beschäftigungsverhältnisse“, „Organisationsforschung“, „Arbeitsbeziehungen und Arbeitsmärkte im öffentlichen Sektor“, „Europäische Arbeitspolitik“ und „Sport und Politik“.

## Forschung
Im Mittelpunkt von Kellers Forschungsaktivitäten stehen die Handlungsmöglichkeiten von arbeitspolitischen Akteuren. Dabei betrachtet er Vorgänge wie Deregulierung, Dezentralisierung und Flexibilisierung auf unterschiedlichen staatlichen Ebenen. Eine akteurszentrierte Betrachtungsweise sowie der rational-choice-Ansatz bilden die Grundlage für seine Arbeit.

## Schriften (Auswahl)
- 1983: Arbeitsbeziehungen im öffentlichen Dienst. Tarifpolitik der Gewerkschaften und Interessenpolitik der Beamtenverbände. Frankfurt / New York: Campus. (Habilitationsschrift).
- 1993: Arbeitspolitik des öffentlichen Sektors. Baden-Baden: Nomos.
- 1997: Europäische Arbeits- und Sozialpolitik. München / Wien: Oldenbourg.
- 2001: Ver.di: Triumphmarsch oder Gefangenenchor? Neustrukturierung der Interessenvertretung im Dienstleistungssektor. Hamburg: VSA.
- 2004: Multibranchengewerkschaft als Erfolgsmodell? Zusammenschlüsse als organisatorisches Novum – das Beispiel ver.di. Hamburg: VSA.
- 2008: Einführung in die Arbeitspolitik. Arbeitsbeziehungen und Arbeitsmarkt in sozialwissenschaftlicher Perspektive. München / Wien: Oldenbourg.